# Jeremy Jones
Jeremy Jones (San Antonio, 11 giugno 1996) è un cestista statunitense.